# 格雷戈里·史密斯
格雷戈里·史密斯（英語：Gregory Edward Smith，1983年7月6日—）是加拿大的一位演員和導演。他自1980年代中期就是童星。最近他出演警察學校等電視劇。